# Santiago de Querétaro

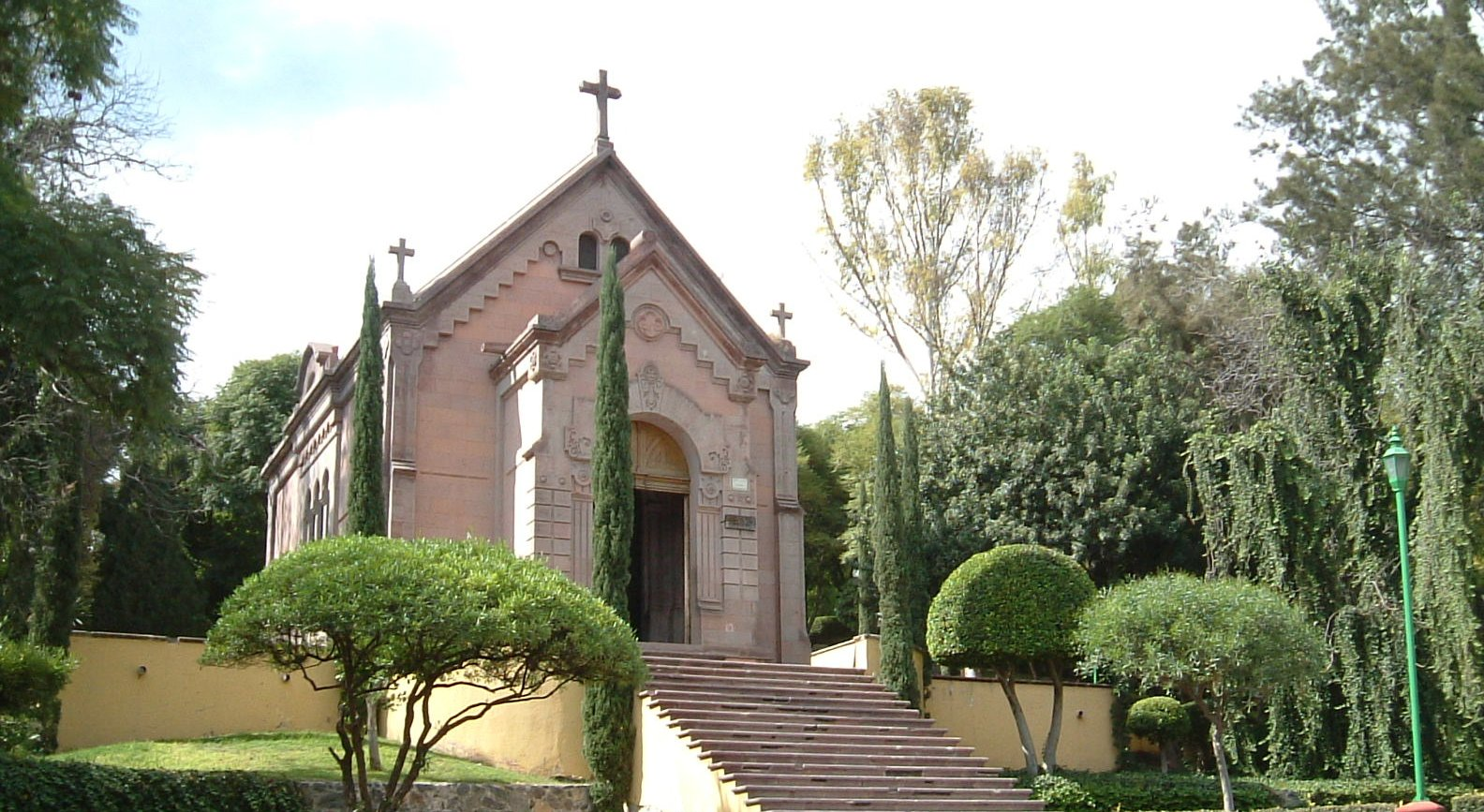
Die Capilla de Maximiliano auf dem Cerro de las campanas steht an der Stelle, an der Kaiser Maximilian hingerichtet wurde.

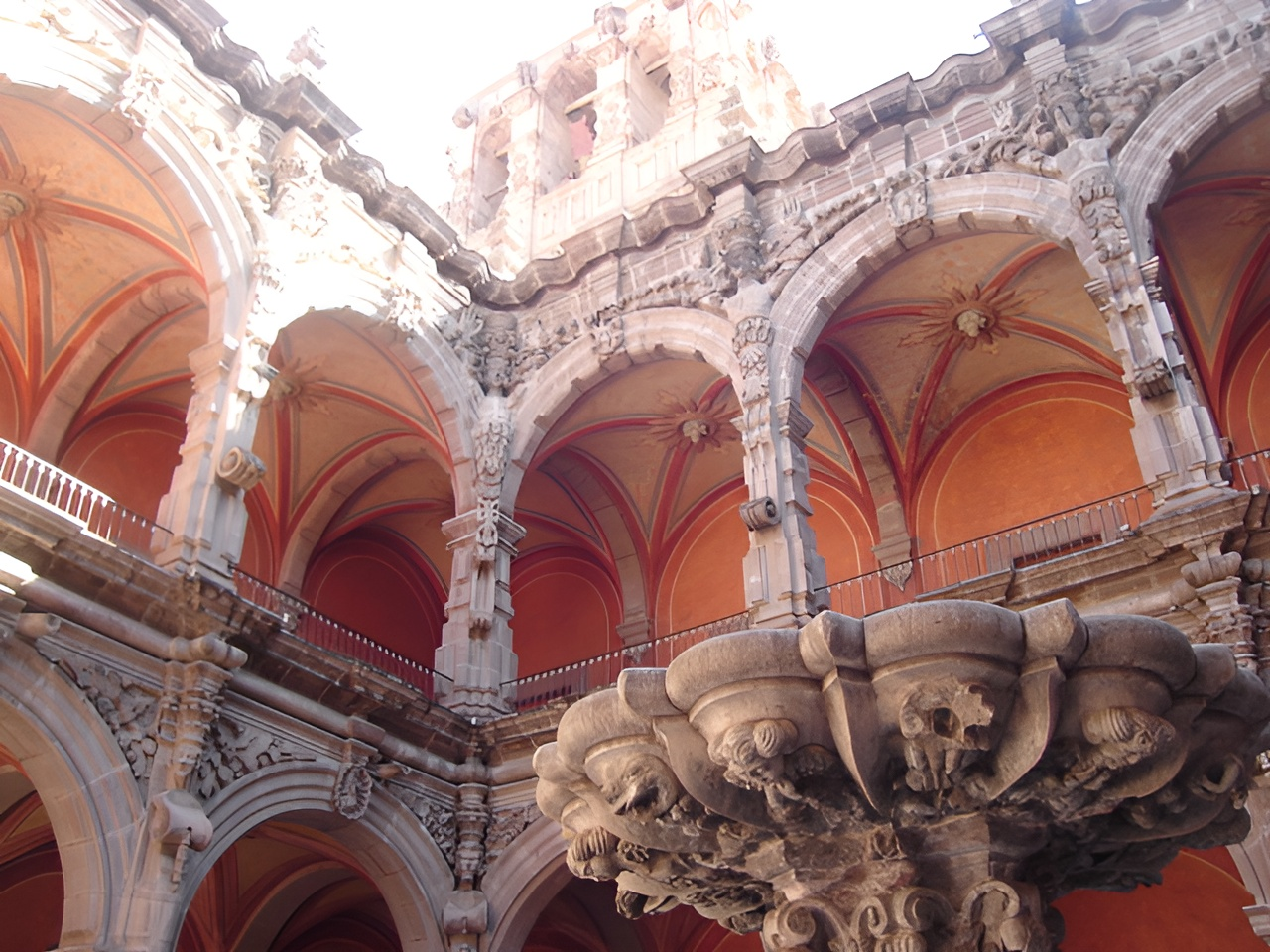
Kunstmuseum Querétaro

Santiago de Querétaro (kurz: Querétaro) ist eine Stadt in Zentralmexiko mit ca. 860.000 Einwohnern (2015) und Hauptstadt des Bundesstaats Querétaro. Die Stadt ist bekannt für ihre koloniale Architektur und die Altstadt ist seit 1996 Weltkulturerbe der UNESCO. Sie spielt in der mexikanischen Geschichte eine wichtige Rolle. Die Casa de la Corregidora, das 1770 erbaute Haus von Doña Josefa Ortíz, genannt La Corregidora (d. h. Frau eines hohen spanischen Kolonialbeamten), war ein konspirativer Treffpunkt für die Führer der Unabhängigkeitsbewegung um 1810.

## Toponymie
Es wird vermutet, dass der Name Querétaro eine Ableitung von k'eri ireta rho ist. In der Sprache der Otomí, deren Siedlungsgebiete in aztekischer Zeit hier lagen, bedeutet das „Platz der vielen Leute“.

## Geschichte
Mit dem Fall von Tenochtitlán im Jahr 1521 begannen Migrationen, deren bedeutendste von Conín aus der Herrschaft Jilotepec der Otomí angeführt wurde. Diese Indigenen trieben seit Beginn des 16. Jahrhunderts Handel zwischen dem Land der Chichimeca und dem Aztekenreich und tauschten Salz und Decken aus Tenochtitlán gegen Pfeile und Pelze, die sich im Reich sehr gut verkauften. 1522 gründete Conín die kleine Siedlung Andamaxei in der Schlucht, wo sich heute Villa del Marqués befindet. Dort begann er Landwirtschaft zu betreiben und bot einen Teil seiner Ernte seinen Nachbarn aus Chichimeca als Geschenk an. Dadurch erlangte Conín ihr Vertrauen und einige von ihnen wanderten später nach Andamaxei ein und verwandelten es in ein Pueblo de indios.
1529 konvertierte Conín zum Katholizismus und nahm den Namen Fernando de Tapia an. Einen Monat nach der Eroberung von Itzacchichimecapan und der Gründung von San Juan Bautista (heute San Juan del Río) sandte er am 24. Juli eine Botschaft an die Otomi und die Chichimeken der Gegend, in der Fernando seine Ankunft mit der neuen Lehre verkündete. Die Indianer antworteten mit der Nachricht, dass sie, falls er sie besiegen wolle, seinen Mut durch einen unbewaffneten Kampf unter Beweis stellen solle. In den frühen Morgenstunden des Dienstags, 25. Juli 1531, begann die Schlacht am Sangremal-Hügel, ein unbewaffneter Nahkampf. Die Schlacht dauerte fast zwölf Stunden. Es gibt Uneinigkeit darüber, was geschah: Einige historische Quellen behaupten, es sei ein Unentschieden erklärt worden und es wurde sich darauf geeinigt, als Gleichberechtigte in Frieden zu leben. Andere behaupten, es habe eine totale Sonnenfinsternis stattgefunden, der Apostel Jakobus sei am Himmel erschienen und die Chichimecas hätten sich ergeben. Letzteres ist eher Legende als Realität, da astronomische Berechnungen gezeigt haben, dass an diesen Tagen keine Sonnenfinsternis stattfand. Als Folge wurde die Stadt, bekannt als Créttaro, unter dem Namen Santiago de Querétaro gegründet, gemäß dem weit verbreiteten Brauch, einen spanisch-katholischen Namen mit dem ursprünglichen indigenen Ortsnamen zu verschmelzen.
1867 wurde Kaiser Maximilian hier füsiliert, nachdem die Französische Intervention in Mexiko mit letzten Kämpfen bei Querétaro ihr Ende gefunden hatte. Hier wurde 1917 auch die erste Verfassung nach der Mexikanischen Revolution ausgearbeitet.

## Wirtschaft und Verkehr
Querétaro verfügt über einen internationalen Flughafen. Dieser ist zugleich Sitz der Regionalfluggesellschaft TAR Aerolíneas.
Im Oktober 2024 wurde beschlossen, eine leistungsfähige Bahnverbindung zwischen Mexiko-Stadt und Querétaro binnen dreier Jahre herzustellen.

## Sehenswürdigkeiten

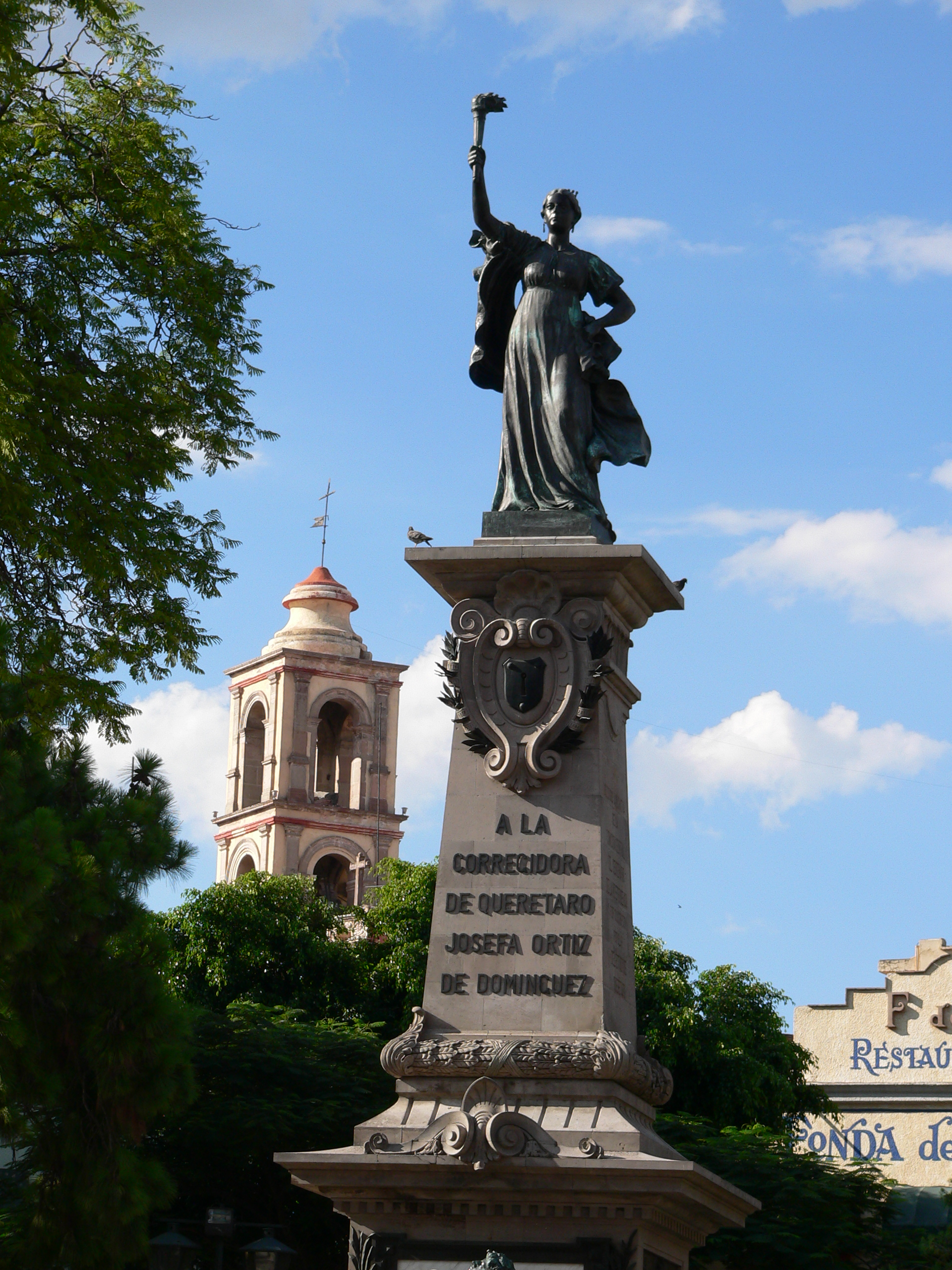
Statue der Corregidora

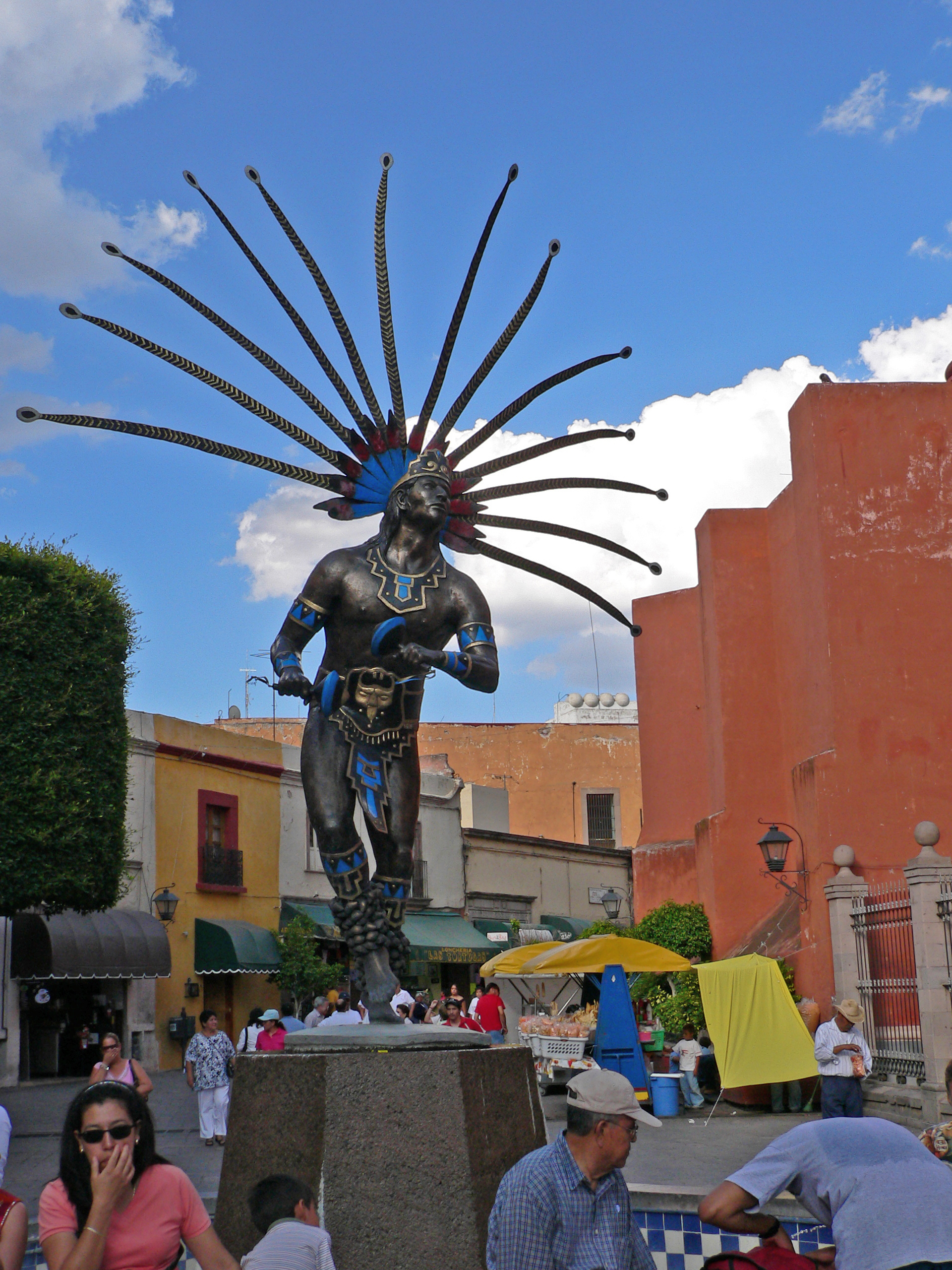
Statue eines Conchero-Tänzers aus der Gruppe der Chichimeken

Der Queretaro-Aquädukt ist das Symbol der Stadt. Auf 74 steinernen Bögen mit einer mittleren Höhe von 5,28 m zieht sich das Bauwerk über 1,2 km durch die Stadt. Erbaut wurde diese Wasserleitung von 1726 bis 1738. Er steht auf der Liste der historischen Meilensteine der Ingenieurbaukunst.
Das Teatro de la República (Theater der Republik) ist ein Gebäude von 1845 im Zentrum der Stadt. Es war Szene historischer Begebenheiten. Als beispielsweise am Abend des 15. September 1854 die Nationalhymne Mexikos veröffentlicht wurde, spielte sie zeitgleich in vielen Städten, so auch hier im Theater der Republik.
Der älteste Teil der Stadt liegt um den Plaza de Armas. Dort liegt das Casa de la Corregidora (Palacio de Gobierno), der 1770 erbaute Regierungspalast. Im Casona de los Cinco Patios werden heute Kunst, Kultur und Veranstaltungen angeboten. Hier befindet sich auch das Casa de Ecala, welches wegen seiner verzierten Balkone und Fassaden eine Sehenswürdigkeit darstellt. Auch am Plaza de Armas gelegen ist das Casa de la Corregidora. Das Gebäude aus dem 18. Jahrhundert wurde als Königshaus und Gefängnis genutzt. Bis 1981 fungierte es als Rathaus und auch heute noch ist die Stadt Eigentümerin. Der nahebei liegende Jardín Guerrero wurde am 16. September 1922 offiziell mit dem Namen Jardín Vicente Guerrero eröffnet, da dessen Statue den zentralen Springbrunnen ziert. Ursprünglich war dieser Garten Teil des Klosters von Santa Clara. Auch sollte hier eine Kathedrale gebaut werden, was aber nie realisiert wurde. Die dekorative Gestaltung ist die Arbeit von Architekt José Fernández Mendizábal. Vor dem Garten steht das ehemalige Rathaus, in dem heute die Delegation der Altstadt untergebracht ist.
Unweit des Platzes findet sich die Casa de la Zacatecana. Einer Legende zufolge ließ hier die Hausherrin ihren Gatten ermorden, woraufhin sie den Mörder selbst umbrachte, nur um wenig später selber ermordet aufgefunden zu werden. Im Keller des Hauses wurden wohl wahrhaftig Skelette gefunden. Heute bietet das Haus Kunstwerke und Alltagsgegenstände aus dem 16. bis 20. Jahrhundert.
Eine weitere Spukgeschichte bietet das Casa de Don Bartolo. Es stammt aus dem 17. Jahrhundert und wirkt eher schlicht von außen. Doch in diesem Gemäuer wurde angeblich ein Pakt mit dem Teufel geschlossen und es konnten viele übersinnliche Beobachtungen gemacht werden.
Ein wenig abseits des Plaza de Armas liegt auf einem Hügel der Templo y convento de la Cruz. Das Kloster ist in Betrieb und kann ebenso wie der Klostergarten besichtigt werden.
Eine Barockkirche aus dem 17. Jahrhundert ist der Templo de Santa Clara. Im ehemaligen angeschlossenen Kapuzinerkloster ist heute das Museo de la Ciudad untergebracht und präsentiert moderne, lokale Kunstwerke. Ein weiteres zum Museum umfunktionierte ehemalige Kloster ist das Ex-Convento de San Agustín. In dem Barockbau ist das Museo de Arte untergebracht. Bilder unterschiedlicher Epochen und Länder werden hier ausgestellt. Einen prominenten Platz bildet der Jardín Zenea. An dessen Ecke steht die 1550 erbaute, und damit älteste Kirche San Francisco. In ihrem ehemaligen Kloster erhielt das Museo Regional del Estado Einzug, in dem Exponate aus Vor- und Kolonialzeit ausgestellt sind. Beim Templo de Santa Rosa de Viterbo fallen rein dekorative Strebepfeiler ins Auge. Die Konstruktion des Turmes stammt aus der ersten Hälfte des 18. Jahrhunderts.
Ein weiteres Museum ist das Museo de la Restauración de la República. Es widmet sich der Wahrung von Dokumenten, Büchern und Fotos, die die Geschichte des Ortes und des Landes wiedergeben.
Abseits des Zentrums befindet sich der Cerro de las Campanas, der Glockenhügel, auf dem Kaiser Maximilian am 19. Juni 1867 hingerichtet worden ist. Ein großes Juárez-Denkmal, Maximilians Mausoleum und ein Museum ehren den Kaiser. Ebenfalls außerhalb des Zentrums befindet sich das Estadio La Corregidora.

## Kultur
Santiago de Querétaro ist Sitz des Bistums Querétaro und der Hochschulen: Universidad Autónoma de Querétaro (UAQ), Centro Interdisciplinario de Investigaciòn y Docencia en Educaciòn Técnica (CIIDET), Escuela Normal del Estado de Querétaro (ENEQ) und Universidad Anáhuac Querétaro.
Am Rande der Stadt befinden sich das Colegio Austriaco Mexicano, eine österreichische Auslandsschule, und das Colegio Suizo de México, eine schweizerische Auslandsschule.

## Sport
Im Estadio La Corregidora fanden 1986 vier Weltmeisterschaftsspiele im Fußball statt. Unter anderem trug die deutsche Mannschaft dort alle ihre Vorrundenspiele aus.

## Persönlichkeiten
Söhne und Töchter
- Manuel Rivera y Muñoz (1859–1914), Geistlicher, Bischof von Querétaro
- Enrique C. Osornio Martínez de los Ríos (1868–1945), Politiker und Militärarzt
- Pedro María Vera y Zuria (1874–1945), Erzbischof von Puebla de los Ángeles
- Federico Ernesto Mariscal Piña (1881–1971), Architekt und Sachbuchautor
- Leticia Euroza (1888–1933), Komponistin
- Juan Arvizu (1900–1985), Sänger
- Antonio Calzada Urquiza (1930–2019), Botschafter und Gouverneur des Bundesstaates Querétaro
- María Duval (* 1937), Schauspielerin und Sängerin
- Francisco Maciel (* 1964), Tennisspieler
- Erik Hayser (* 1980), Fernseh- und Theaterschauspieler
- Paolo Yrizar (* 1997), Fußballspieler
- Teun Wilke (* 2002), mexikanisch-niederländischer Fußballspieler

## Klimatabelle
|                       | Jan  | Feb  | Mär  | Apr  | Mai  | Jun  | Jul   | Aug  | Sep  | Okt  | Nov  | Dez  |   |       |
| Mittl. Tagesmax. (°C) | 22,8 | 24,5 | 27,4 | 29,3 | 30,6 | 29,2 | 26,7  | 26,6 | 25,6 | 25,7 | 25,1 | 23,5 | ⌀ | 26,4  |
| Mittl. Tagesmin. (°C) | 7,3  | 7,8  | 9,8  | 12,0 | 14,3 | 14,6 | 13,9  | 13,7 | 13,3 | 11,2 | 9,0  | 7,6  | ⌀ | 11,2  |
|                       |      |      |      |      |      |      |       |      |      |      |      |      |   |       |
| Niederschlag (mm)     | 15,1 | 7,6  | 3,9  | 13,1 | 44,8 | 98,5 | 128,7 | 80,0 | 70,9 | 38,1 | 9,4  | 11,2 | Σ | 521,3 |
|                       |      |      |      |      |      |      |       |      |      |      |      |      |   |       |
| Regentage (d)         | 2,9  | 1,6  | 0,8  | 2,3  | 6,6  | 9,8  | 11,3  | 8,9  | 7,3  | 5,0  | 2,4  | 2,1  | Σ | 61    |

| 7,3 |

| 7,8 |

| 9,8 |

| 12,0 |

| 14,3 |

| 14,6 |

| 13,9 |

| 13,7 |

| 13,3 |

| 11,2 |

| 9,0 |

| 7,6 |

| 7,3 |

| 7,8 |

| 9,8 |

| 12,0 |

| 14,3 |

| 14,6 |

| 13,9 |

| 13,7 |

| 13,3 |

| 11,2 |

| 9,0 |

| 7,6 |